# Mike Tully
Mike Tully (eigentlich: Michael Scott Tully; * 21. Oktober 1956 in Long Beach, Kalifornien) ist ein ehemaliger US-amerikanischer Stabhochspringer.
Beim Leichtathletik-Weltcup siegte er 1977 in Düsseldorf und 1979 in Montreal. Nachdem ihm bei den Leichtathletik-Weltmeisterschaften 1983 in Helsinki kein gültiger Versuch gelungen war, siegte er kurz darauf bei den Panamerikanischen Spielen in Caracas.
1984 gewann er die Silbermedaille bei den Olympischen Spielen in Los Angeles, und 1987 gelang ihm die Titelverteidigung bei den Panamerikanischen Spielen in Indianapolis. Die Teilnahme an den Olympischen Spielen 1988 verpasste er, weil er sich bei den US-Ausscheidungskämpfen eine Achillessehnenruptur zuzog.
1977, 1979 und 1986 wurde er nationaler Meister. Als Student der University of California, Los Angeles wurde er 1978 sowohl in der Halle wie auch im Freien NCAA-Meister. 1984 stellte er drei US-Rekorde auf.

## Persönliche Bestleistungen
- Stabhochsprung: 5,84 m, 1. Mai 1988, Irvine
  - Halle: 5,70 m, 29. Januar 1988, Toronto